# Maleniec (strumień)
Maleniec – strumień w Polsce, w województwie pomorskim, przepływający przez obszar powiatów słupskiego i bytowskiego, w granicach gmin Dębnica Kaszubska i Czarna Dąbrówka, prawy dopływ Skotawy o długości ok. 9,6 km. Istotny dla regulacji stosunków wodnych na potrzeby rolnictwa. Znajduje się w obszarze mającym znaczenie dla Wspólnoty sieci Natura 2000 i podawano z niego gatunek – głowacza białopłetwego, stanowiący jeden z jego przedmiotów ochrony.

## Położenie
Strumień przepływa przez obszar dwóch gmin: Czarna Dąbrówka w powiecie bytowskim i Dębnica Kaszubska w powiecie słupskim. Zgodnie z ewidencją gruntów i budynków płynie przez obręby ewidencyjne: Czarna Dąbrówka, Kleszczyniec, Nożyno, Gogolewko (przez osadę Maleniec, którą opływa od południa) i Gogolewo. W podziale kraju na regiony fizycznogeograficzne jest położony na obszarze mezoregionu Wysoczyzna Polanowska, będącego częścią makroregionu Pojezierze Zachodniopomorskie. Mezoregion ten zaliczany jest do typu wysoczyzn młodoglacjalnych w większości o charakterze gliniastym, falistym lub płaskim.
Początek bierze na południe od wsi Czarna Dąbrówka, na wysokości ok. 130 m n.p.m. Uchodzi prawobrzeżnie do Skotawy na południe od wsi Gogolewo na wysokości ok. 62,7 m n.p.m. Na znacznym odcinku płynie równoleżnikowo w kierunku zachodnim, na wysokości zabudowań osady Maleniec obiera kierunek północno-zachodni.

## Hydrologia
Ma długość około 9,6 km. Jego większym dopływem jest Struga Gogolewska o długości ok. 6 km. Krajowy kod jednolitej części wód powierzchniowych to RW200017472649.
W zlewni cieku położone są zbiorniki wodne, m.in. Kopieniec Mały (3,88 ha), Kopieniec Średni (10,04 ha), Kopieniec (11,16 ha).

## Ichtiofauna
W strumieniu w latach 2008-2009 stwierdzono obecność Salmo trutta, okonia pospolitego (Perca fluviatilis), karasia srebrzystego (Carassius gibelio), kiełbia pospolitego (Gobio gobio), ciernika (Gasterosteus aculeatus) i głowacza białopłetwego (Cottus gobio). W latach 2003–2004 notowano także minoga strumieniowego (Lampetra planeri) i różankę pospolitą (Rhodeus sericeus), a w latach 1998-1999 zaobserwowano ukleję pospolitą (Alburnus alburnus). Tylko trzy gatunki – okoń, kiełb i głowacz, zachowały ciągłość obserwacji od 1998.

## Gospodarka
Właściwy w sprawach gospodarowania wodami jest Regionalny Zarząd Gospodarki Wodnej w Gdańsku. Ciek, jak i jego dopływ – Struga Gogolewska, wymienione są w Rozporządzeniu Rady Ministrów z dnia 17 grudnia 2002 r. w sprawie śródlądowych wód powierzchniowych lub części stanowiących własność publiczną jako istotny dla regulacji stosunków wodnych na potrzeby rolnictwa.

## Ochrona
Odcinki strumienia leżą w granicach otuliny Parku Krajobrazowego „Dolina Słupi” oraz obszaru mającego znaczenie dla Wspólnoty (projektowanego specjalnego obszaru ochrony siedlisk) „Dolina Słupi” (PLH220052) w ramach sieci Natura 2000. Tę drugą formę ochrony przyrody wyznaczono w styczniu 2014 na powierzchni 6991,48 ha.
Do września każdego roku w strumieniu dozwolone są metody połowu ryb spinningowa i muchowa. Od 1 września obowiązuje zakaz połowu spinningowego, od 1 października do 31 grudnia wędkowanie niezależnie od metody jest niedozwolone, ponieważ w tym czasie ciek stanowi obręb ochronny.